# Chearsley
Chearsley är en ort och civil parish i Storbritannien.   Den ligger i kommunen Buckinghamshire och riksdelen England, i den södra delen av landet, 70 km nordväst om huvudstaden London. Chearsley ligger 98 meter över havet och antalet invånare är 539.
Terrängen runt Chearsley är platt. Runt Chearsley är det ganska tätbefolkat, med 192 invånare per kvadratkilometer. Närmaste större samhälle är Aylesbury, 10,5 km öster om Chearsley. Trakten runt Chearsley består till största delen av jordbruksmark.